# 조이 비숍
조이 비숍(Joey Bishop, 1918년 2월 3일 ~ 2007년 10월 17일)은 미국의 배우였다.

## 출연 작품
- 트리거해피 (1996)
- 유월의 신부 (1990)
- 델타 포스 (1986)
- 가이드 포 더 메리드 맨 (1967)
- 인형의 계곡 (1967)
- 페페 (1960)
- 오션스 일레븐 (1960)
- 나자와 사자 (1958)
- 딥 식스 (1957)